# Притвиц, Лев Карлович
Барон Лев Ка́рлович При́твиц (14 марта 1878, Гейдельберг — 4 июля 1957, Гарш, Франция) — русский генерал, герой русско-японской войны.

## Биография
Православный. Из баронского рода Притвицев.
Окончил Пажеский корпус по 1-му разряду (1897), выпущен корнетом в лейб-гвардии Уланский Его Величества полк.
Чины: камер-паж, поручик (1901), подъесаул (1905), штабс-ротмистр (1905), ротмистр (1909), полковник (1914), генерал-майор (?).
Участвовал в русско-японской войне: был переведен в казачьи войска, после войны вернулся в свой полк. Был награждён Золотым оружием «За храбрость» (1907). Окончил Офицерскую кавалерийскую школу.
В Первую мировую войну вступил в составе Уланского полка, затем командовал стрелковым полком 3-й гвардейской кавалерийской дивизии.
Участвовал в Белом движении в составе ВСЮР. В августе—октябре 1919 командовал 2-й бригадой 2-й кавалерийской дивизии.
После Гражданской войны эмигрировал во Францию. Жил в Париже и его окрестностях, в 1951 году состоял председателем объединения лейб-гвардии Уланского Его Величества полка.
Скончался в парижском пригороде Гарш, похоронен там же на кладбище при госпитале Raymond Poincare.

## Награды
- Орден Святой Анны 4-й ст. (1904);
- Орден Святого Станислава 3-й ст. с мечами и бантом (1904);
- Орден Святой Анны 3-й ст. с мечами и бантом (1905);
- Орден Святого Владимира 4-й ст. с мечами и бантом (1905);
- Золотое оружие «За храбрость» (ВП 15.08.1907);
- Орден Святого Станислава 2-й ст. (1909) с мечами (1914);
- Орден Святой Анны 2-й ст. (1912) с мечами (1915).